# 1911

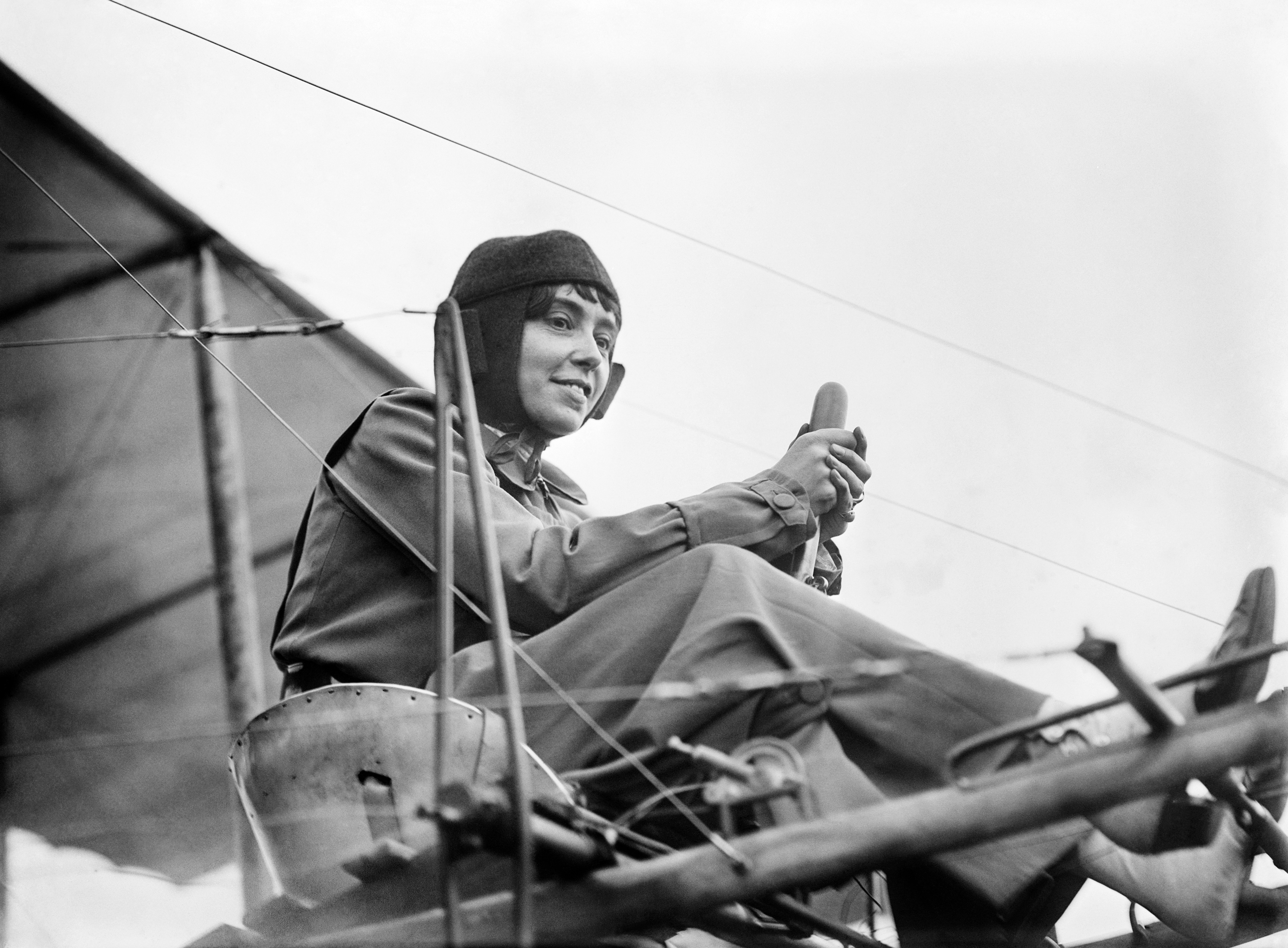
Hélène Dutrieu was de eerste Belgische vrouw met een vliegbrevet en tweede vrouw ter wereld met een vliegbrevet. De foto dateert van omstreeks 1911.

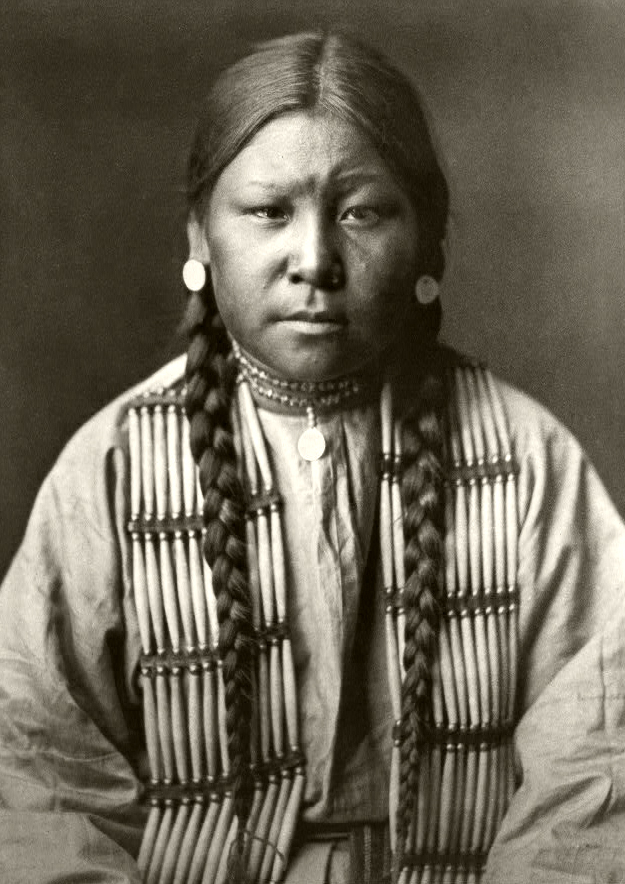
Cheyennemeisje, 1911, door Edward S. Curtis.

Het jaar 1911 is een jaartal volgens de christelijke jaartelling.

## Gebeurtenissen
januari
- 8 - Monaco, de laatste absolute monarchie van Europa, krijgt een grondwet.
- 11 - In Berlijn wordt de Kaiser Wilhelm-Gesellschaft zur Forderung der Wissenschaft opgericht.
- 13 - Een werkloze scheepskok beschadigt met een schoenmakersmes het schilderij De Nachtwacht in het Rijksmuseum van Amsterdam.
- 18 - De Amerikaan Eugene Burton Ely heeft de primeur van de eerste geslaagde landing van een vliegtuig (een dubbeldekker) op het dek van een schip.
- januari - De Fransman Henri Rougier wint de eerste Rally van Monte Carlo, georganiseerd op initiatief van prins Albert I.

februari
- 2 - Oprichting in Nederland van de Bond Heemschut.
- 8 - Nederland, Hein van der Burg bouwt als eerste Nederlander een vliegtuig naar eigen ontwerp.

maart
- (Groot-Brittannië) - de schema's voor een landing in Frankrijk en België zijn gereed.
- 7 - (VS) - President William Howard Taft kondigt militaire interventie in Mexico aan, voor het geval daar een revolutie uitbreekt.
- 18 - Gijs Küller maakt de eerste gemotoriseerde vlucht boven Nederlands-Indië. Dit gebeurt aan de vooravond van het Suikercongres boven Soerabaja, waar ook de volgende dagen demonstraties worden gehouden. In april vliegt hij nog boven Semarang, Djogjakarta en Medan; Bandoeng en Batavia worden afgelast wegens een uitbraak van cholera.
- 25 - Bij de Brand in de Triangle Shirtwaist Factory te New York komen 146 fabrieksmeisjes om het leven.
- 30 - In Zwitserland wordt het Wetboek van Verbintenissen aangenomen.

april
- 4 - Nederlandse spoorwegarbeiders en boeren stichten in de Braziliaanse provincie Paraná de agrarische nederzetting Carambeí.
- 8 -  De Leidse natuurkundige Heike Kamerlingh Onnes ontdekt supergeleiding bij extreem lage temperaturen.

mei
- 1 - Het Belgische leger start zijn eigen vliegschool te Brasschaat.
- 1 - Bij het Rotterdamse politiekorps wordt de maatschappelijk werker Dina Sanson als eerste Nederlandse politie-assistente en eerste politievrouw geïnstalleerd. Ze gaat werken bij de zedenpolitie.
- 8 - Bij het Koninklijk Staldepartement te Den Haag wordt de eerste hofauto in gebruik genomen, gebouwd bij de Industriële Maatschappij Trompenburg.
- 9 - In de Verenigde Staten wordt het lichaam van Elsie Paroubek, die sinds 8 april 1911 vermist werd, gevonden in een afwateringskanaal in Chicago.
- 12 - Begin Festival of Empire en kroningsfeesten rondom George V van het Verenigd Koninkrijk.
- 22 - In Kiel loopt de Kaiser van stapel, het eerste turbine-lijnschip ter wereld.
- 25 - Dictator Porfirio Díaz treedt onder druk van de revolutionairen af na dertig jaar heerschappij en vlucht het land uit.
- 30 - Voor het eerst wordt de Indy 500 verreden, een race over 500 mijl op Indianapolis Motor Speedway.
- 31 - De Titanic wordt te water gelaten.
- mei - De verstrooiing van Rutherford en de verklaring voor het Geiger-Marsden-experiment, beschrijft de elastische verstrooiing van elektrisch geladen deeltjes door atoomkernen

juni
- 7 - Oprichting van de Belgische Theosofische Vereniging
- 14 - Begin van de internationale zeeliedenstaking in de havens van Londen, Antwerpen, Rotterdam en Amsterdam. Direct beginnen de Belgische en Nederlandse reders met het overvaren van Chinese zeelui uit Londen.
- 17 - De eerste Chinese stakingsbrekers arriveren in de haven van Rotterdam.
- 17 - De Universiteit van IJsland wordt gesticht.
- 20 - Britse generaal Henry Hughes Wilson belooft linkerflank van het Franse leger te dekken bij uitbreken van oorlog.
- 22 - Kroning van koning George V van het Verenigd Koninkrijk.
- 29 - Wielrenner Carlo Galetti (Italië) wint de Giro d'Italia.

juli
- 1 - Tweede Marokkaanse Crisis.
- 8 - (Verenigd Koninkrijk) - Net als in 1910 winnen Anthony F. Wilding en Dorothea Lambert-Chambers in Wimbledon respectievelijk het heren- en dames-enkelspel.
- 14 - (Frankrijk) - De Fransman Gustave Garrigou wint de Ronde van Frankrijk.
- 24 - (Peru) - Hiram Bingham ontdekt de ruïnes van de Inca-stad Machu Picchu.
- 30 - (Rusland) - De natuurkundige Vladimir K. Zvorykin slaagt er als eerste in langs zuiver elektronische weg een televisiebeeld te verzenden.

augustus

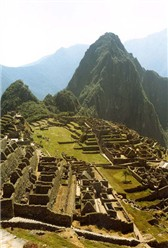
De Inca-stad Machu Picchu wordt ontdekt in 1911.

- 8 - De Amerikaan Francis Holton krijgt patent op zijn uitvinding van een tubeless autoband.
- 16 - Een betoging met 200.000 deelnemers vindt plaats in Brussel voor algemeen enkelvoudig stemrecht.
- 21 - De Mona Lisa van Leonardo da Vinci wordt gestolen uit het Louvre.

september
- 1 - De Trekhondenwet maakt in Nederland het houden van een hondenkar vergunningplichtig. De vergunningsvoorwaarden moeten verbetering brengen in de toestand van trekhonden.
- 1 - Anthony Fokker vliegt in zijn zelfgebouwde Spin de eerste rondjes om de Haarlemse Grote of Sint-Bavokerk.
- 4 - (VS) - Een Amerikaans estafetteteam loopt in New York een wereldrecord over 4 x 400 meter: 3'18,2".
- 18 - (Rusland) - Minister-president Pjotr A. Stolypin wordt in de Opera van Kiev met een revolver neergeschoten door de sociaal-revolutionair Dmitri Bogrov.
- 23 - (VS) - In New York vervoert de luchtvaartpionier Earl Ovington voor het eerst post door de lucht.
- 29 - (Italië) - De regering in Rome verklaart de oorlog aan het Osmaanse Rijk. Oorzaak zijn de Italiaanse aanspraken op Tripoli en Cyrenaica in Libië.

oktober

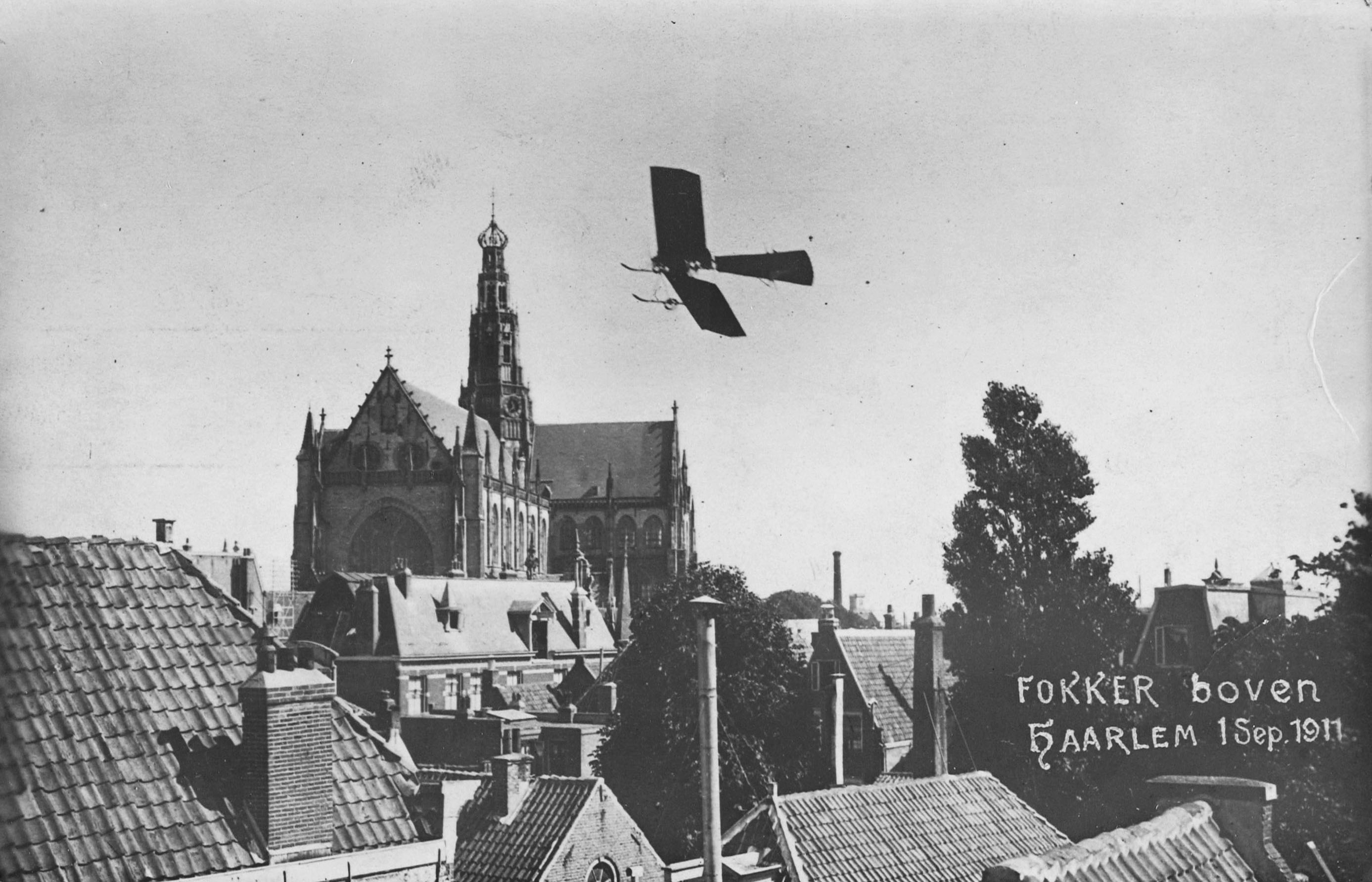
Anthony Fokker vliegt rond de Haarlemse Grote of Sint-Bavokerk in 1911.

- 6 - Als eerste Nederlandse vrouw behaalt Beatrix de Rijk een vliegbrevet.
- 10 - Xinhai-revolutie in China gericht tegen het Qing keizerrijk.
- 15 - Hugo Wieslander vestigt in Göteborg met 5516 punten het eerste wereldrecord op de tienkamp.
- 23 - Kreta neemt het besluit om zich bij Griekenland te voegen.
- 23 - Voor het eerst wordt een militair vliegtuig ingezet in een oorlogsgebied. Een Blériot van het Italiaanse leger maakt een verkenningsvlucht boven Tripoli.
- 30 - In Brussel vindt onder leiding van Hendrik Lorentz de allereerste Solvay-conferentie plaats.
- 31 - De voormalige Curaçaose tram gaat weer rijden tussen Scharloo en Punda.

november
- 4 - Frankrijk en Duitsland worden het eens over de invloed in Marokko. Duitsland erkent de Franse zeggenschap.
- 5 - De doopsgezinde Anne Zernike wordt de eerste vrouwelijke predikant in Nederland (in het Friese Bovenknijpe).

december
- 10 - De Nederlandse rechtsgeleerde Tobias Asser krijgt voor zijn pleidooien voor het instellen van een Permanent Hof van Arbitrage de Nobelprijs voor de Vrede. De Franstalige Belgische dichter, essayist en dramaturg Maurice Maeterlinck (1862-1949) krijgt de Nobelprijs voor Literatuur. De pools-Franse Marie Curie krijgt de Nobelprijs voor scheikunde.
- 12 - Kroning van koning George V als keizer van Indië, op de Delhi Durbar.
- 14 - De Noorse poolvorser Roald Amundsen bereikt met zijn mannen als eerste de zuidpool.
- 21 - In Montmartre wordt een geldloper op straat neergeschoten en beroofd, waarna de overvallers al schietend per auto ontkomen. Het is de spectaculaire eerste manifestatie van de bende van Bonnot, een groep anarchisten van de richting illegalisme.
- 28 - (China) - Na de overwinning van de revolutie kiest het voorlopige revolutionaire parlement de arts Sun Yat-sen tot de eerste president van de republiek.

zonder datum
- Ernest Rutherford stelt het eerste model van het atoom op, waarin elektronen om een kleine positief geladen kern wentelen.
- De Sociaaldemocratische Partij van Oostenrijk wint de grootste fractie in de Rijksraad.
- De Franse generaal Yvon Dubail reist naar Sint-Petersburg om de Russische mobilisatietijd te bekorten.
- De eerste grote groep Chinezen komt naar Nederland. Het zijn stokers op de grote vaart, die uit Londen worden overgevaren om een staking van Nederlandse zeelui te breken.[1]

## Muziek
- 18 maart - Irving Berlin krijgt copyright op zijn lied Alexander's Ragtime Band, waarvan de bladmuziek meer dan een miljoen maal over de toonbank gaat en waarvan al in dit jaar vier uitvoeringen op grammofoonplaat "hits w"orden.
- De Finse componist Jean Sibelius componeert Canzonetta & Valse romantique, opus 62 en de Symfonie nr. 4, opus 63
- Frank Bridge componeert zijn tweede Kroningsmars het wordt niet uitgevoerd (kroning George V)

### Premières
- 21 januari: Frank Bridges Fantasie pianokwartet
- 26 januari - In de Hofopera van Dresden gaat Der Rosenkavalier van Richard Strauss in première. Het libretto is geschreven door de Oostenrijkse tekstschrijver Hugo von Hofmannsthal.
- 12 februari: Hugo Alfvéns Gustaf Frödings jordafärd
- 11 maart: Albert Roussels La menace
- 16 maart: John Foulds' Celloconcert
- 26 maart: Johan Halvorsens Suite ancienne
- 3 april: Jean Sibelius' vierde symfonie
- 25 april: Arnold Bax' Pianosonate nr. 1
- 12 mei: Frank Bridges The pageant of London
- 13 juni: Petroesjka van Igor Stravinsky in het Théâtre du Châtelet te Parijs
- 16 juni: Frederick Delius' Songs of sunset
- 22 juni: Charles Hubert Parry's Te Deum
- 22 juni: Edward Germans Coronation March
- 22 september: Alf Hurums Sonate voor viool en piano nr. 1
- 0 november: Das Lied von der Erde van Gustav Mahler (postuum)

## Beeldende kunst

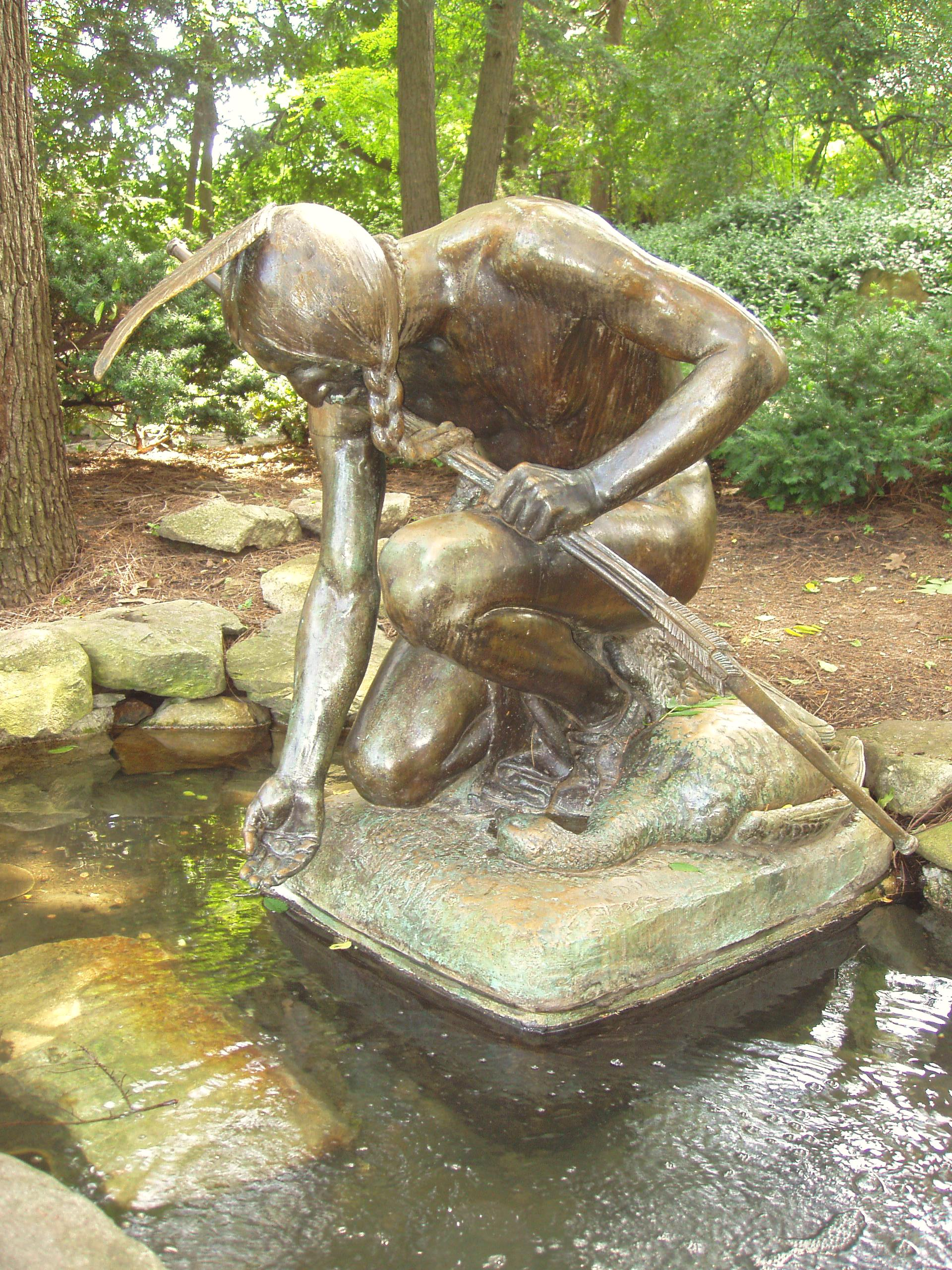
Indian hunter (1911) Cyrus Dallin, Arlington
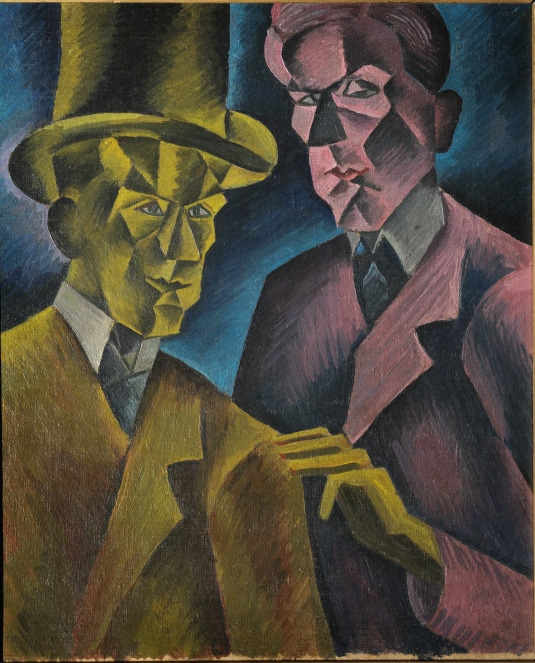
De dubbelganger (1911) Bohumil Kubišta
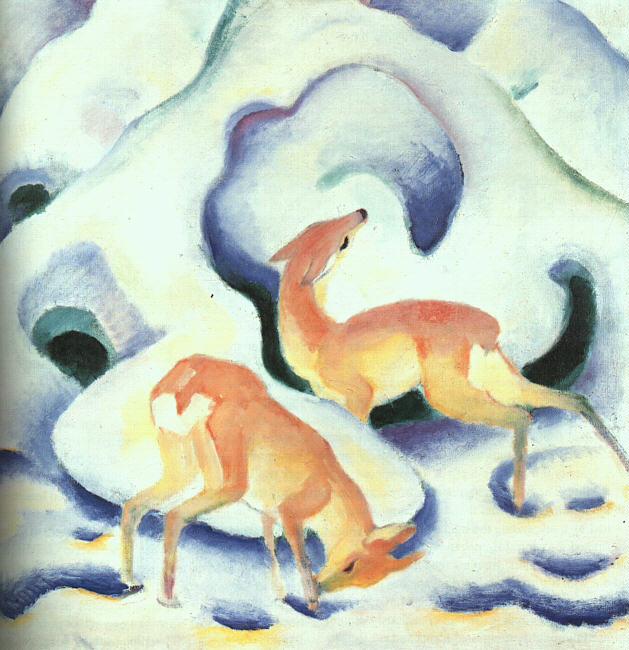
Rehe im Schnee (1911) Franz Marc, Lenbachhaus, München

## Geboren

### januari
- 1 - Basil Dearden, Brits regisseur en producent (overleden 1971)
- 3 - Joseph Rauh, Amerikaans mensenrechtenadvocaat (overleden 1992)
- 5 - Louis Aimar, Frans-Italiaans wielrenner (overleden 2005)
- 5 - Johannes Bernardus van Asbeck, Nederlands architect en stedebouwkundige (overleden 2010)
- 10 - Henk van Riemsdijk, Nederlands ondernemer (overleden 2005)
- 10 - Tjalie Robinson (= Jan Boon, alias Vincent Mahieu), Nederlands-Indisch journalist en schrijver (overleden 1974)
- 11 - Eduardo Frei Montalva, Chileens politicus (overleden 1982)
- 14 - Djoeanda Kartawidjaja, Indonesisch politicus (overleden 1963)
- 15 - August Blumensaat, Duits atleet (overleden 1989)
- 15 - Wim Kan, Nederlands cabaretier (overleden 1983)
- 18 - José María Arguedas, Peruviaans schrijver (overleden 1969)
- 18 - Danny Kaye, Amerikaans acteur, zanger en komiek (overleden 1987)
- 20 - Jan Vlieger, Nederlands botanicus, natuurbeschermer en houtvester (overleden 1993)
- 21 - Bill Graber, Amerikaans atleet (overleden 1996)
- 24 - Angèle Manteau, Belgisch uitgeefster (overleden 2008)
- 24 - C.L. Moore, Amerikaans schrijfster van sciencefiction (overleden 1987)
- 26 - Johnnie Carr, Amerikaans mensenrechtenactivist (overleden 2008)
- 26 - Polykarp Kusch, Duits-Amerikaans natuurkundige en Nobelprijswinnaar (overleden 1993)
- 28 - Johan van Hulst, Nederlands pedagoog en politicus (overleden 2018)

### februari
- 6 - Ronald Reagan, 40e president van de Verenigde Staten (overleden 2004)
- 8 - Elizabeth Bishop, Amerikaans dichteres en schrijfster (overleden 1979)
- 8 - Henri Knap, Nederlands journalist en schrijver (overleden 1986)
- 9 - Georges Danloy, Belgisch militair (overleden 1999)
- 10 - Mimi Kok sr., Nederlands actrice (overleden 2009)
- 11 - Max Woiski sr., Surinaams musicus (overleden 1981)
- 14 - Willem Kolff, Nederlands medicus, uitvinder en verzetsstrijder (overleden 2009)
- 23 - Jan Chapelle, Belgisch atleet (overleden 1984)
- 24 - Pierre Van Halteren, burgemeester van Brussel (overleden 2009)
- 25 - Ingo Preminger, Joods-Oostenrijks-Amerikaans filmproducent en advocaat (overleden 2006)
- 26 - Mien Schopman-Klaver, Nederlands atlete (overleden 2018)
- 26 - Cor Wals, Nederlands wielrenner (overleden 1994)
- 27 - Benny Behr, Nederlands jazzviolist (overleden 1995)
- 27 - Fanny Edelman, Argentijns politica (overleden 2011)

### maart
- 2 - Martim Silveira, Braziliaans voetballer (overleden 1972)
- 3 - Jean Harlow, Amerikaans actrice (overleden 1937)
- 5 - Nils Eriksen, Noors voetballer (overleden 1975)
- 8 - Alan Hovhaness, Amerikaans componist (overleden 2000)
- 11 - Ida Simons, Nederlands schrijfster en pianiste (overleden 1960)
- 12 - Gustavo Díaz Ordaz, president van Mexico (1964-1970) (overleden 1979)
- 13 - Arthur Fontaine, Belgisch atleet (overleden 2002)
- 13 - L. Ron Hubbard, Amerikaans science-fictionschrijver en oprichter van Scientology (overleden 1986)
- 14 - Germano Boettcher Sobrinho, Braziliaans voetbaldoelman (overleden 1977)
- 15 - Wilhelm Mohnke, Duits generaal (overleden 2001)
- 18 - Marcelle Lévaz, Belgisch supereeuwelinge (overleden 2022)
- 20 - Mieke Verstraete, Belgisch-Nederlands actrice (overleden 1990)
- 24 - Joseph Barbera, Amerikaans producent, regisseur en tekenaar van tekenfilms (onder andere The Flintstones) (overleden 2006)
- 25 - Jack Ruby, Amerikaans nachtclubeigenaar, moordenaar van Lee Harvey Oswald (overleden 1967)
- 26 - Lennart Atterwall, Zweeds atleet (overleden 2001)
- 26 - Romeu, Braziliaans voetballer (overleden 1971)
- 26 - Tennessee Williams, Amerikaans schrijver (overleden 1983)
- 28 - Consalvo Sanesi, Italiaans autocoureur (overleden 1998)
- 29 - Luís Mesquita de Oliveira, Braziliaans voetballer (overleden 1983)
- 29 - Freya von Moltke, Duits verzetsstrijdster en schrijfster (overleden 2010)

### april
- 1 - Ferdinand Jan Kranenburg, Nederlands politicus (overleden 1994)
- 6 - Feodor Felix Konrad Lynen, Duits biochemicus en Nobelprijswinnaar (overleden 1979)
- 8 - Emil Cioran, Roemeens-Frans filosoof (overleden 1995)
- 11 - Leo Glans, Surinaams kunstschilder (overleden 1980)
- 11 - Stanisława Walasiewicz, Pools atlete (overleden 1980)
- 17 - George Seaton, Amerikaans regisseur en scenarioschrijver (overleden 1979)
- 25 - Conrado Marrero, Cubaans honkballer (overleden 2014)
- 27 - Chris Berger, Nederlands atleet (overleden 1965)
- 27 - Antonio Sastre, Argentijns voetballer (overleden 1987)
- 28 - Lee Falk, Amerikaans schrijver, stripauteur en producer (overleden 1999)
- 28 - Vera Peters, Canadese oncologe (overleden 1993)

### mei
- 4 - François Adam, Belgisch wielrenner (overleden 2000)
- 8 - Ben Blaisse, Nederlands schaatser (overleden 2006)
- 11 - Abram Stokhof de Jong, Nederlands textielkunstenaar, wandschilder en maker van mozaïeken (overleden 1966)
- 14 - Leen Vente, Nederlands voetballer (overleden 1989)
- 15 - Max Frisch, Zwitsers architect en schrijver (overleden 1991)
- 16 - Olaf J. de Landell, Nederlands schrijver (overleden 1989)
- 16 - Margaret Sullavan, Amerikaans actrice (overleden 1990)
- 18 - Big Joe Turner, Amerikaanse blueszanger (overleden 1985)
- 20 - Annie M.G. Schmidt Nederlands schrijfster (overleden 1995)
- 22 - Anatol Rapoport, Amerikaans wiskundige (overleden 2007)
- 27 - Hubert Humphrey, Amerikaans politicus (overleden 1978)
- 27 - Teddy Kollek, Israëlisch politicus (overleden 2007)
- 27 - Vincent Price, Amerikaans acteur (overleden 1993)
- 29 - Leah Goldberg, Israëlisch dichteres en schrijfster (overleden 1970)
- 30 - Douglas Fowley, Amerikaans acteur (overleden 1998)
- 31 - Maurice Allais, Frans econoom (overleden 2010)

### juni
- 3 - Martin Karl, Duits roeier (overleden 1942)
- 3 - Victorio Spinetto, Argentijns voetballer en trainer (overleden 1990)
- 4 - Hendrik Jan van der Molen, hoofdcommissaris van Amsterdam (overleden 2005)
- 13 - Luis Alvarez, Amerikaans natuurkundige en Nobelprijswinnaar (overleden 1988)
- 14 - Frans Van der Steen, Belgisch atleet (overleden 1996)
- 16 - Gerrit Kempe, Nederlands criminoloog (overleden 1979)
- 20 - Paul Pietsch, Duits autocoureur (overleden 2012)
- 22 - Marie Braun, Nederlands zwemster (overleden 1982)
- 24 - Juan Manuel Fangio, Argentijns coureur (overleden 1995)
- 25 - Gerhart Rathenau, Nederlands wetenschapper en hoogleraar (overleden 1989)
- 25 - William Stein, Amerikaans biochemicus en Nobelprijswinnaar (overleden 1980)
- 26 - Babe Zaharias, Amerikaans golfspeelster en atlete (overleden 1956)
- 28 of 29 - Prins Bernhard, Prins der Nederlanden (overleden 2004)
- 29 - Jan de Boer, Nederlands natuurkundige en hoogleraar (overleden 2010)
- 29 - Bernard Herrmann, Amerikaans filmcomponist (overleden 1975)
- 30 - Czesław Miłosz, Pools schrijver en dichter (overleden 2004)

### juli
- 2 - Reg Parnell, Brits autocoureur (overleden 1964)
- 4 - Sidney Wilson, Schots-Nederlands evangelist (overleden 1986)
- 5 - Georges Pompidou, president van de Franse Republiek (overleden 1974)
- 5 - Ignace de Sutter, Belgisch componist en musicoloog (overleden 1988)
- 7 - Jesse Carver, Engels voetballer en voetbalcoach (overleden 2003)
- 7 - Gian Carlo Menotti, Amerikaans componist (overleden 2007)
- 9 - John Wheeler, Amerikaans natuurkundige (overleden 2008)
- 11 - Willem den Toom, Nederlands militair en politicus (overleden 1998)
- 16 - John Lautner, Amerikaans architect (overleden 1994)
- 16 - Ginger Rogers, Amerikaans actrice en danseres (overleden 1995)
- 18 - Henriette Bie Lorentzen, Noors humaniste, verzetsstrijdster, feministe en uitgeefster (overleden 2001)
- 18 - Hume Cronyn, Canadees acteur (overleden 2003)
- 18 - Danny Oakes, Amerikaans autocoureur (overleden 2007)
- 19 - Cissy van Bennekom, Nederlands actrice (overleden 2005)
- 19 - Ben Eastman, Amerikaans atleet (overleden 2002)
- 21 - Marshall McLuhan, Canadees wetenschapper (overleden 1980)
- 22 - Emil Andres, Amerikaans autocoureur (overleden 1999)
- 28 - Gerhard Stöck, Duits atleet (overleden 1985)

### augustus
- 3 - Jos De Saeger, Belgisch politicus (overleden 1998)
- 3 - Koos Landwehr, Nederlands hovenier en botanisch tekenaar (overleden 1996)
- 6 - Lucille Ball, Amerikaans komisch actrice (overleden 1989)
- 9 - William Fowler, Amerikaans natuurkundige en Nobelprijswinnaar (overleden 1995)
- 13 - Marie Louis Willem Schoch, Nederlands (jeugd)predikant en omroepvoorzitter (overleden 2008)
- 14 - Jan Koetsier, Nederlands componist en dirigent (overleden 2006)
- 16 - Hal Robson, Canadees autocoureur (overleden 1996)
- 17 - Michail Botvinnik, Russisch schaker (overleden 1995)
- 17 - Martin Sandberger, Duits nazi (overleden 2010)
- 17 - Elinor Smith, Amerikaans pilote en luchtvaartpionier (overleden 2010)
- 18 - Maria Ullfah Santoso, Indonesische activiste voor vrouwenrechten en onafhankelijkheid en politicus (overleden 1988)
- 19 - Regina Cattrysse, Belgisch bestuurster (overleden 2014)
- 21 - Ken Richardson, Brits autocoureur (overleden 1997)
- 23 - Albert Alberts, Nederlands schrijver en vertaler (overleden 1995)
- 23 - Betty Robinson, Amerikaans atlete (overleden 1999)
- 27 - Rico Bulthuis, Nederlands schrijver, journalist, poppenspeler, illustrator, fotograaf, ambtenaar en kunstcriticus (overleden 2009)
- 28 - Anthony van Kampen, Nederlands schrijver (overleden 1991)
- 28 - Joseph Luns, Nederlands politicus (overleden 2002)
- 30 - Robert Kiesel, Amerikaans atleet (overleden 1993)
- 31 - Ebeltje Boekema-Hut, sinds 2021 oudste inwoner van Nederland (overleden 2022)
- 31 - Edward Brongersma, Nederlands politicus en rechtsgeleerde (overleden 1998)

### september
- 1 - Komei Abe, Japans componist (overleden 2006)
- 1 - Marinus Ruppert, Nederlands politicus en Minister van Staat (overleden 1992)
- 2 - Floyd Council, Amerikaans bluesmuzikant (overleden 1976)
- 7 - Todor Zjivkov, Bulgaars communistisch leider (overleden 1998)
- 10 - Renée Simonot, Frans actrice (overleden 2021)
- 10 - Jaap van der Leck, Nederlands voetbaltrainer (overleden 2000)
- 10 - Frithjof Ulleberg, Noors voetballer (overleden 1993)
- 12 - Gerhart Riegner, Duits godsdienstfilosoof en Joods verzetsstrijder (overleden 2001)
- 13 - Bill Monroe, Amerikaans singer-songwriter (bluegrass) (overleden 1996)
- 15 - Franz Weissmann, Braziliaans beeldhouwer (overleden 2005)
- 20 - Jan Mul, Nederlands organist en componist (overleden 1971)
- 21 - Marien de Jonge, Nederlands militair en Engelandvaarder (overleden 2012)
- 26 - Lenore Kight, Amerikaans zwemster (overleden 2000)
- 29 - Charles Court, 21e premier van West-Australië (overleden 2007)

### oktober
- 2 - Tilly Fleischer, Duits atlete (overleden 2005)
- 3 - Ljubiša Broćić, Joegoslavisch voetbaltrainer (overleden 1995)
- 4 - Bas Paauwe, Nederlands voetballer (overleden 1989)
- 7 - Vaughn Monroe, Amerikaans zanger, acteur en tv-host (overleden 1973)
- 7 - Wim Quint, Nederlands radioprogrammamaker (overleden 1983)
- 9 - Joe Rosenthal, Amerikaans fotograaf (overleden 2006)
- 10 - Dola de Jong, Nederlands-Amerikaans schrijfster, journaliste en balletdanseres (overleden 2003)
- 11 - Jo Jones, Amerikaans jazz-drummer (overleden 1985)
- 11 - Nello Pagani, Italiaans autocoureur (overleden 2003)
- 11 - Gertrudes Johannes Resink, Nederlands-Indonesisch dichter, essayist en geleerde (overleden 1997)
- 11 - Juan Carlos Zabala, Argentijns atleet (overleden 1983)
- 12 - Félix Lévitan, Frans journalist en sportbestuurder (voormalig hoofd Ronde van Frankrijk) (overleden 2007)
- 12 - Maribel Vinson, Amerikaans kunstschaatsster (overleden 1961)
- 15 - Mike Keyzer, Nederlands politicus (overleden 1983)
- 24 - Sonny Terry, Amerikaans bluesmuzikant (overleden 1986)
- 25 - Roelof Frankot, Nederlands kunstschilder en fotograaf (overleden 1984)
- 25 - Pieter van der Hoeven, Nederlands wetenschapper (overleden 1980)
- 26 - Mahalia Jackson, Amerikaans gospelzangeres (overleden 1972)

### november
- 1 - Sonja Ferlov, Deens kunstenaar (overleden 1984)
- 3 - Kick Smit, Nederlands voetballer (overleden 1974)
- 3 - Hendrik Wielinga, Nederlands burgemeester (overleden 1984)
- 4 - Christer Boucht, Fins ontdekkingsreiziger, politicus en advocaat (overleden 2009)
- 4 - Dixie Lee, Amerikaans actrice (overleden 1952)
- 6 - Harriët Freezer, Nederlands journaliste, schrijfster en feministe (overleden 1977)
- 6 - Dolly Mollinger, Nederlands actrice (overleden 2004)
- 11 - Martha Genenger, Duits zwemster (overleden 1995)
- 11 - Roberto Matta, Chileens architect, schilder en beeldhouwer (overleden 2002)
- 17 - William Tannen, Amerikaans acteur (overleden 1976)
- 18 - Casto Alejandrino, Filipijns communistenleider (overleden 2005)
- 19 - Paavo Salminen, Fins voetballer (overleden 1989)
- 20 - Jean Shiley, Amerikaans atlete (overleden 1998)
- 21 - Herman Felderhof, Nederlands radioverslaggever en omroepbestuurder (overleden 1994)
- 24 - Joop Haex, Nederlands politicus (overleden 2002)
- 26 - Albert Coppé, Belgisch hoogleraar en politicus (overleden 1999)
- 26 - Robert Marchand, Frans wielrenner (overleden 2021)
- 27 - Fe del Mundo, Filipijns kinderarts en wetenschapper (overleden 2011)

### december
- 1 - Franz Binder, Oostenrijks voetballer en voetbaltrainer (overleden 1989)
- 2 - Boris Kowadlo, Pools-Nederlands fotograaf en verzetsstrijder (overleden 1959)
- 3 - Nino Rota, Italiaans componist (overleden 1979)
- 4 - Willi Krakau, Duits autocoureur (overleden 1995)
- 4 - Eberhard Rebling, Duits musicoloog (overleden 2008)
- 4 - Kurt Weckström, Fins voetballer (overleden 1983)
- 5 - Władysław Szpilman, Pools pianist en componist (overleden 2000)
- 6 - Olle Bærtling, Zweeds kunstschilder en beeldhouwer (overleden 1981)
- 7 - Birger Wasenius, Fins schaatser (overleden 1940)
- 9 - Broderick Crawford, Amerikaans acteur (overleden 1986)
- 11 - Heinrich Lehmann-Willenbrock, Duits onderzeebootkapitein (overleden 1986)
- 12 - Stanley Bate, Brits componist/pianist (overleden 1959)
- 13 - Willem Kernkamp, Nederlands sportbestuurder (overleden 1990)
- 18 - Jules Dassin, Amerikaans filmregisseur (overleden 2008)
- 20 - Mathilde Boniface, Belgisch politica en militante (overleden 1986)
- 20 - Hortense Calisher, Amerikaans schrijfster (overleden 2009)
- 21 - Paul Burkhard, Zwitsers componist (overleden 1977)
- 23 - Niels Kaj Jerne, Deens immunoloog en Nobelprijswinnaar (overleden 1994)
- 23 - Léon Povel, Nederlands hoorspel- en televisieregisseur (overleden 2013)
- 24 - Dieudonné Devrindt, Belgisch atleet (overleden 1994)
- 25 - Louise Bourgeois, Frans-Amerikaans beeldhouwster (overleden 2010)
- 26 - Kikuko, Japans prinses (overleden 2004)
- 26 - Arsenio Lacson, Filipijns politicus (overleden 1962)
- 28 - Wil van Beveren, Nederlands atleet en sportjournalist (overleden 2003)
- 29 - Klaus Fuchs, Duits kernfysicus en spion (overleden 1988)
- 29 - Alf Martinsen, Noors voetballer en voetbalcoach (overleden 1988)

## Overleden
januari
- 17 - Francis Galton (88), Brits wetenschapper

februari
- 8 - Gustaf Fröding (50), Zweeds schrijver en dichter

maart
- 1 - Jacobus van 't Hoff (58), Nederlands scheikundige
- 6 - Mary Anne Barker (80), Brits schrijfster

april
- 1 - Frederick Daniel Hardy (84), Engels kunstschilder
- 10 - Mikalojus Konstantinas Čiurlionis (35), Pustelnik Minski, Litouws componist en schilder
- 15 - Johannes Bosscha jr. (79), Nederlands natuurkundige en hoogleraar
- 26 - Jules Laurant le Bron de Vexela (73), Nederlands militair
- 26 - Pedro Paterno (54), Filipijns revolutionair, schrijver en politicus

mei
- 1 - Jacobus Van Rompuy (78), Belgisch politicus
- 18 - Gustav Mahler (50), Oostenrijks-Hongaars dirigent en componist

juni
- 14 - Johan Svendsen (70), Noors componist

juli
- 5 - Johnstone Stoney (85), Iers natuurkundige
- 24 - Adriaan Joseph Sloot (65), Nederlands jurist

augustus
- 1 - Konrad Duden (82), Duits lexicograaf
- 5 - Alfred Emile Rambaldo (31), Nederlands meteoroloog en luchtvaartpionier
- 12 - Jozef Israëls (87), Nederlands schilder
- 19 - František Krejčík (45), Tsjechisch componist en kapelmeester

september
- 8 - Jan Puzyna de Kosielsko, (72) Pools kardinaal
- 16 - Edward Whymper (71), Brits bergbeklimmer, schrijver en illustrator
- 28 - Lodewijk Pincoffs (84), Nederlands zakenman

oktober
- 13 - Miguel Malvar (46), Filipijns revolutionair generaal
- 18 - Alfred Binet (54), Frans psycholoog
- 29 - Joseph Pulitzer (64), Amerikaans krantenmagnaat en uitgever, naamgever van de Pulitzerprijs voor journalistiek

november
- 18 - Louis Canivez (74), Belgisch componist en dirigent

december
- 10 - Joseph Dalton Hooker (94), Brits botanicus
- 30 - Giovanni Boccardo (63), Italiaans priester en ordestichter

datum onbekend
- Marie Collart (68/69), Belgisch schilder

## Weerextremen in België
- 6 april: Minimumtemperatuur –4,8 °C in Ukkel.
- 12 juni: Minimumtemperatuur aan de afdamming van de Gileppe (Jalhay): –0,1 °C.
- 23 juli: Maximumtemperatuur van 36,2 °C in Etalle tot 38,2 °C aan de afdamming van de Gileppe (Jalhay). Het is een van de warmste dagen van de eeuw.
- 28 juli: Maximumtemperatuur tot 35,3 °C in Gembloers en tot 39,5 °C in Sint-Joost-ten-Node.
- 29 juli: Maximumtemperatuur tot 35,4 °C in Oostende. Dit is de hoogste temperatuur van de eeuw aan de kust.
- juli: Juli met hoogste zonneschijnduur : 352 uur (normaal 193 uur).
- 9 augustus: Maximumtemperatuur tot 33,1 °C in Oostende en 36,1 °C in Ukkel
- 10 augustus: Maximumtemperatuur tot 36,8 °C in Leopoldsburg en 37,4 °C aan de afdamming van de Gileppe (Jalhay).
- 14 augustus: Tussen 8 en 14 augustus in Ukkel 7 opeenvolgende hittedagen.
- 19 augustus: Tussen 4 juli en 19 augustus - een periode van 47 dagen - valt er in Ukkel slechts 3,6 mm regen.
- zomer: Deze zomer met belangrijk tekort aan neerslag in juli en augustus kent belangrijke bosbranden in de Hoge Venen.
- juli: Deze maand zijn er 8 hittedagen in Ukkel.
- 8 september: Maximumtemperatuur 32,9 °C in Ukkel en 33,7 °C in Sint-Truiden…
- december: Geen enkele vorstdag in Ukkel.

Bron: KMI Gegevens Ukkel 1901-2003  met aanvullingen 